# John Alvin Anderson
John Alvin Anderson (i svenska kyrkböcker Johan Albin), född 25 mars 1869 i Vinbergs socken, Halland, död 26 juni 1948 i Kalifornien, var en svensk-amerikansk fotograf verksam i USA. Han blev känd för sina unika fotografier av siouxindianerna som han tog i indianreservatet Rosebud Indian Reservation i South Dakota åren 1885 till 1930. Han anses idag vara en av de mest betydelsefulla fotograferna som dokumenterade siouxindianernas kultur kring sekelskiftet 1900. Hans 322 bevarade glasplåtar förvaras idag i Nebraska State Historical Society i Lincoln, Nebraska.

## Utvandringen
John Alvin Anderson var sjätte barnet till Anders Gabrielsson och hans hustru Anna Beata Magnusdotter. Båda var torpare och jordbrukare i nuvarande Vinberg-Ljungby församling utanför Falkenberg i Halland. Efter dåliga skördar och missväxt på 1860-talet samt få möjligheter till andra inkomster bestämde sig familjen i maj 1870 att emigrera till USA. Anders Gabrielsson hade året innan tagit sig över till Amerika för att tjäna pengar och för att skicka dem hem till familjen. Under året hade han sett möjligheterna som fanns och beslutade att ta med sig familjen för att börja ett nytt liv. Med dem följde ytterligare nio personer från Vinberg. De lämnade ett liv som fattiga bönder för att söka lyckan i USA. Familjen Anders och Beata Gabrielsson bosatte sig till en början i Pennsylvania. Sju år senare avled Anna Beata, endast 49 år gammal. År 1883 beslöt resten av familjen att med häst och vagn resa vidare till den amerikanska Mellanvästern där de bosatte sig i delstaten Nebraska, ett område med många skandinaviska invandrare.

## Liv och verk

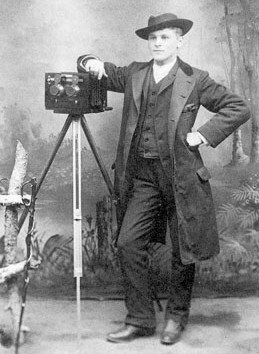
Anderson med en stereokamera.

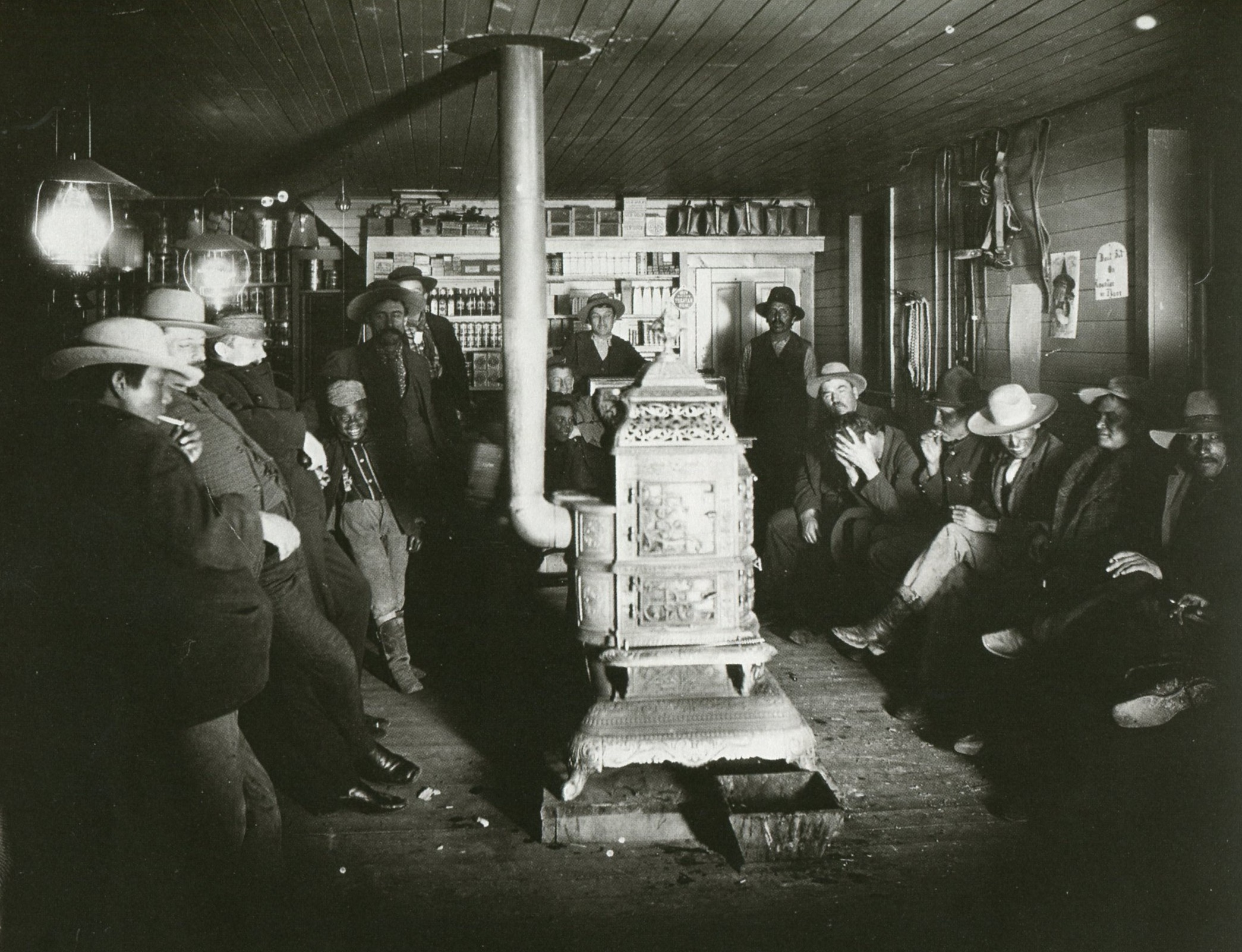
Charles Jordans handelsstation 1893.

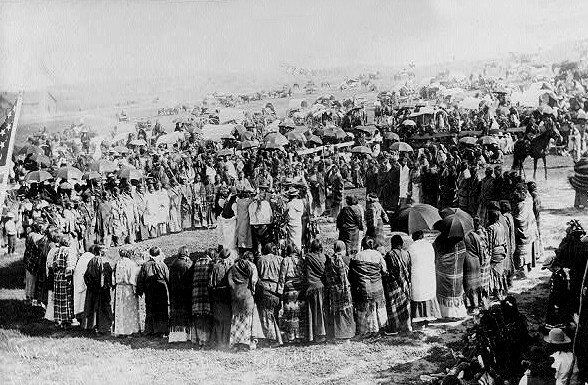
"Squaw dance at Rosebud Agency".

Anderson började arbeta som snickare och av inkomsten köpte han sig sin första professionella kamera, en Premo View camera, format 8"x10" med roterbart bakstycke (för snabb ändring mellan stående och liggande format) tillverkad av Rochester Optical Co. Hans första fotografier härrör från tiden kring 1880, då arbetade han som assistent hos den etablerade fotografen W. R. Cross och tog bilder på soldater vid arméposteringen i Fort Niobrama. Genom sina många resor i området, som omfattade förutom Nebraska även South Dakota, fick Anderson nära kontakt med siouxindianerna. Han var intresserad och orädd och vann indianernas förtroende.
Det stora genombrottet kom 1889 då general George Crook erbjöd Anderson att fungera som officiell fotograf under statens förhandlingar med siouxstammarna. De vita försökte lösa indianfrågan genom att isolera indianerna i reservat och i South Dakota bildades 1889 Rosebud Indian Reservation. År 1895 gifte Anderson sig med Myrtle Miller från Williamsport i Pennsylvania, och båda flyttade till Rosebud-reservatet. Året därpå utkom hans första fotobok med indianbilder, Among the Sioux.
Anderson fungerade även som medlare mellan staten och indianerna. Hans humanitära stöd belönades med gåvor i form av skinnskjortor, bruksföremål, vapen och smycken, som så småningom blev till en hel etnografisk samling. Under 1890-talet var han delägare och posttjänsteman i Charles Jordans handelsstation i Rosebud-reservatet där många fattiga indianer hjälptes av Anderson med mat och kläder. Under en 20-årsperiod mellan åren 1895 och 1915 dokumenterade han siouxindianerna i Rosebud och skapade så de enda existerande fotografierna av siouxhövdingar och inflytelserika indianfamiljer.
Genom en förödande brand 1928 förstördes nästan alla av hans fotografiska glasplåtar. Samma år publicerade paret Myrtle och John Anderson sin andra bok, Sioux Memory Gems. För texten stod Myrtle och för bilderna John.  År 1936 flyttade han och hustru Myrtle till Rapid City och blev under några år chef för Sioux Indian Museum. Några år efter Johns bortgång 1948 sålde Myrtle hans glasplåtar för 100 dollar till en privatperson, men kunde senare förvärvas av statliga Nebraska State Historical Society. Anderson etnografiska samling och de 322 bevarade glasplåtar förvaras idag i Nebraska State Historical Society i Lincoln, Nebraska och i Sioux Indian Museum i Rapid City.
I Andersons kvarvarande bilder finns porträtt av bland annat He Dog, Fool Bull, Iron Shell och Crow Dog. He Dog var oglala-sioux och nära associerad med Crazy Horse under Black Hills-krigen (1876-1877), där slaget vid Little Big Horn var den största händelsen. Fool Bull var medicinman och deltog också i slaget vid Little Big Horn, han lär då ha använt skölden på bilden i detta slag. Iron Shell var hövding för brulé-sioux som undertecknade 1868 fördraget av Fort Laramie. Fördraget garanterade siouxindianerna fri tillgång till stora landområden i dagens South Dakota. Anderson tog inte bara bilder på framstående indianpersonligheter utan även på kvinnor och barn samt vardagslivet i Rosebudreservatet. Hans unika, något "glättade", bilder är av mycket hög teknisk kvalitet och togs huvudsakligen i format 7.5" x 4.5" (11.4 cm x 19.1 cm). De ger ibland intrycket av ett etnografiskt friluftsmuseum, men de är idag ett viktigt dokument som berättar om siouxindianernas historia kring sekelskiftet 1900.

## Bilder

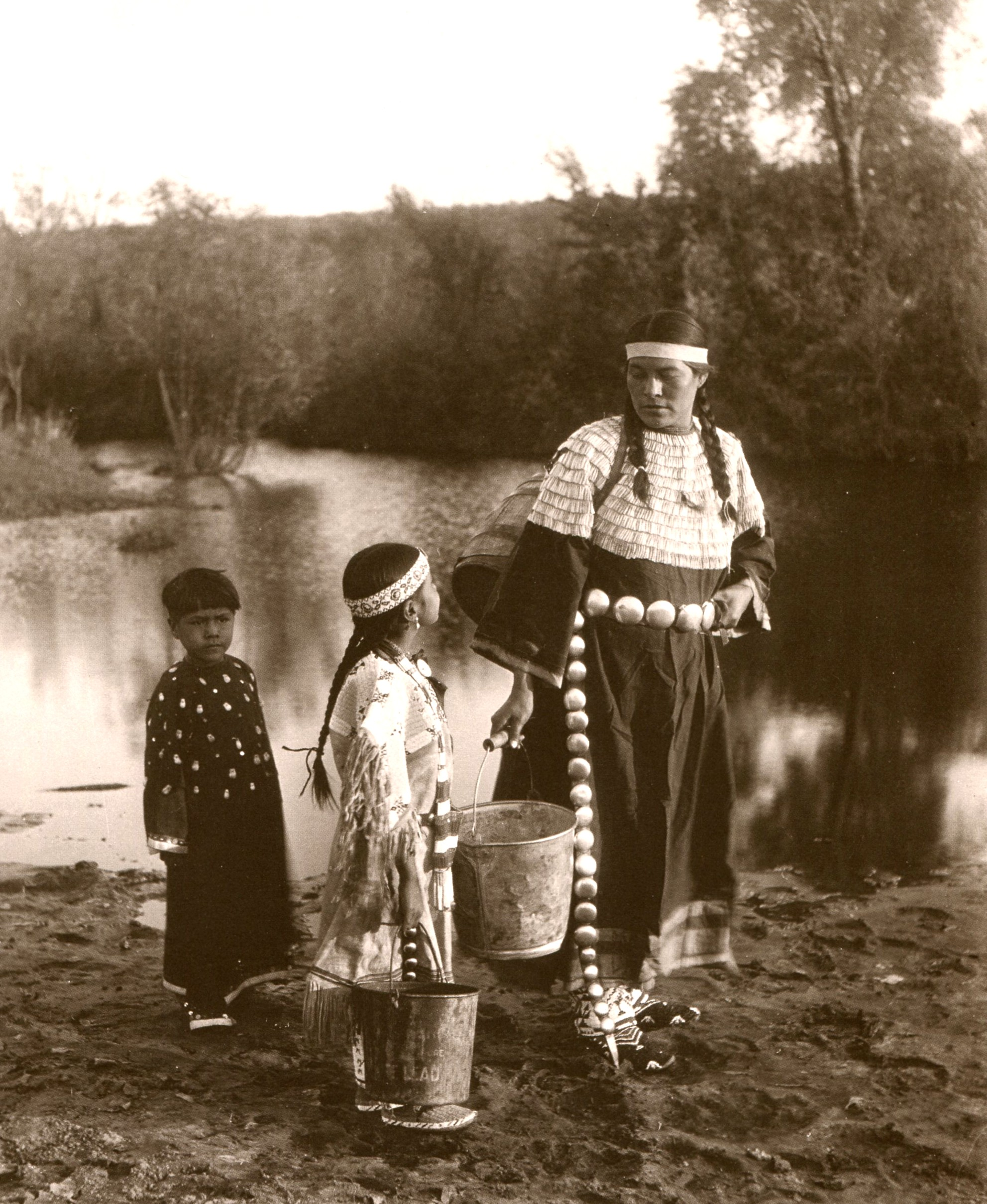
Sioux-kvinna och barn
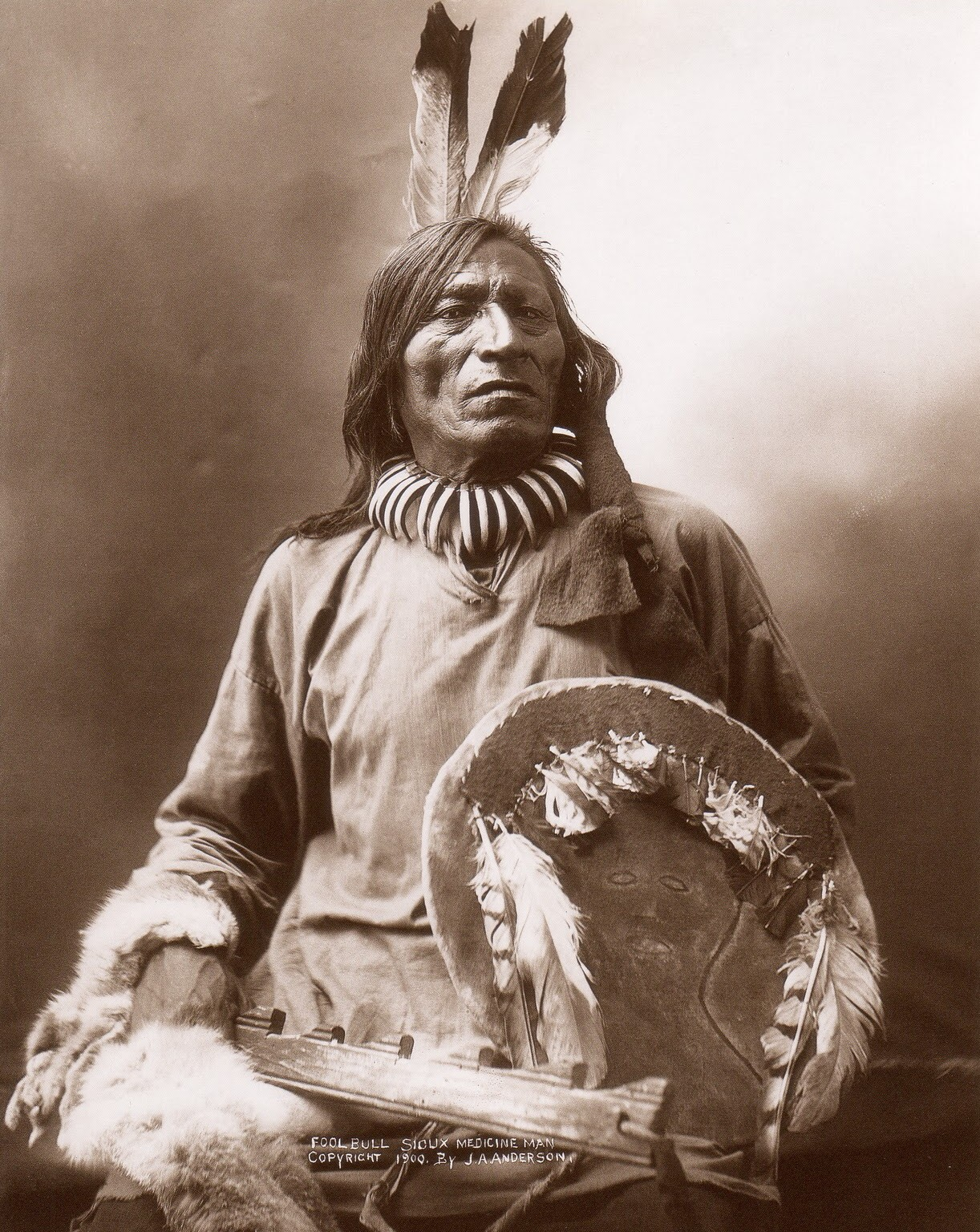
Fool Bull (1844-1909)
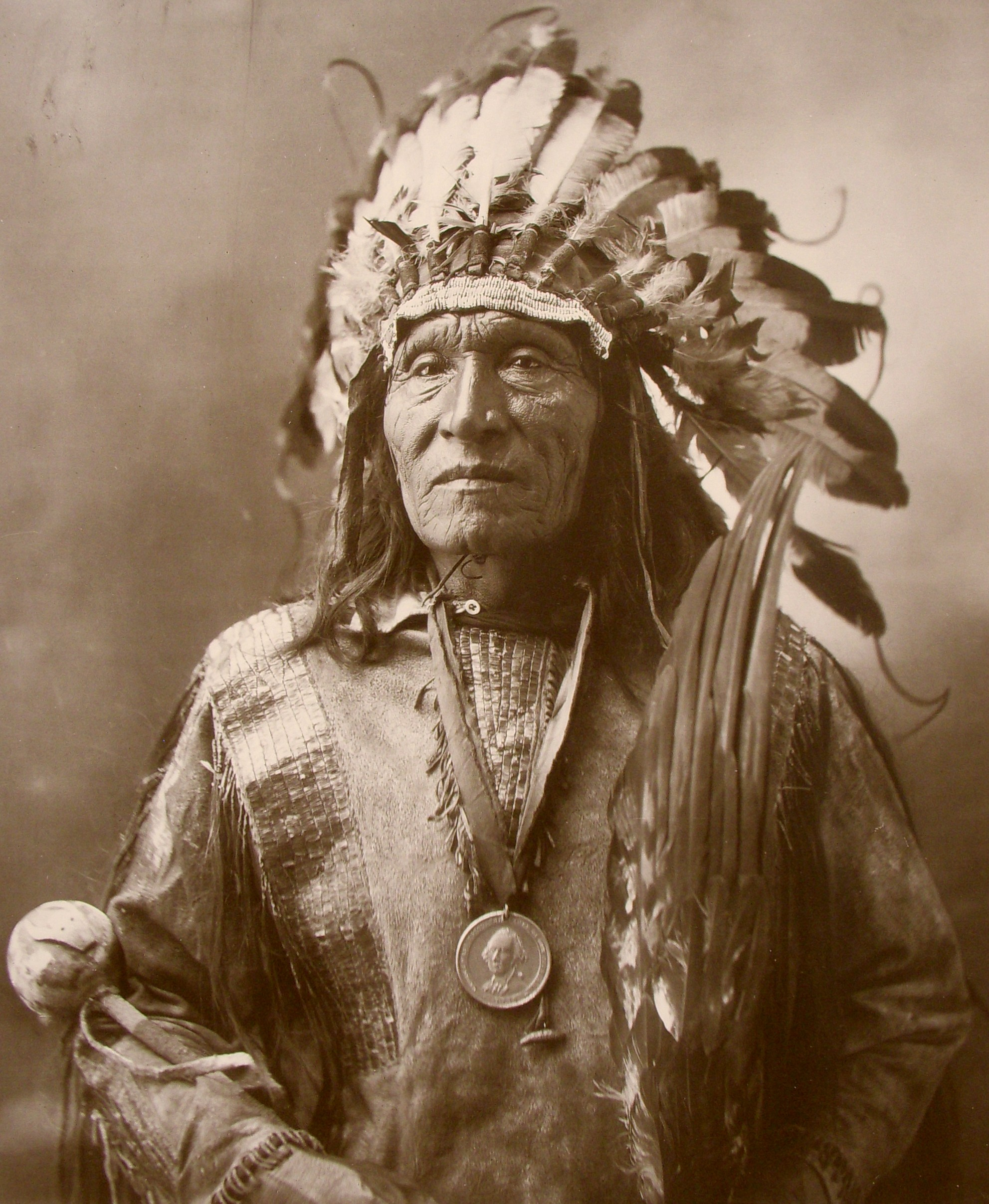
He Dog (ca. 1840-1936)
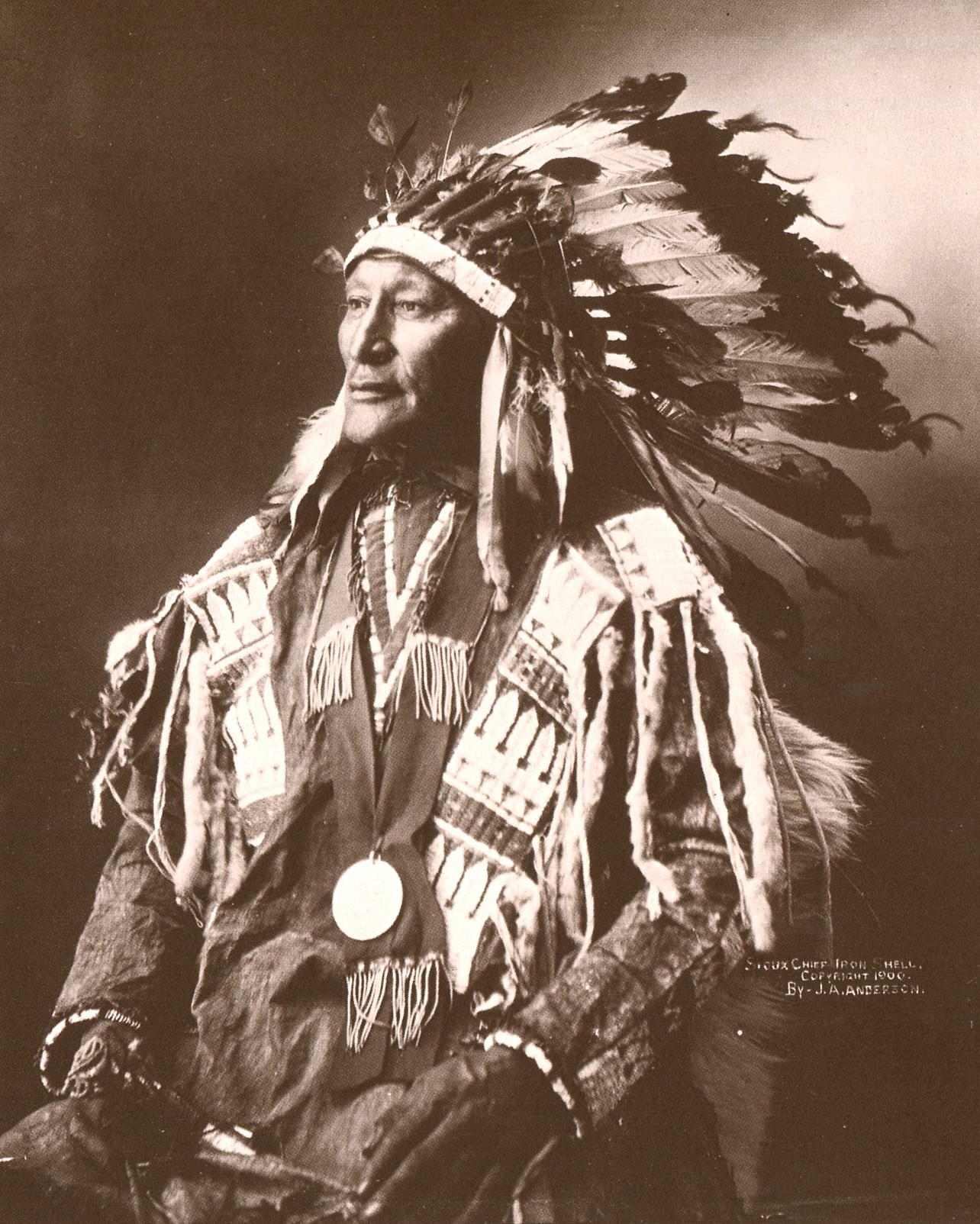
Iron Shell (1816–1896)